# بند قیر
بند قیر روستایی از توابع بخش مرکزی شهرستان شوشتر استان خوزستان است. شاخه‌های گرگر و شطیط از رود کارون و رود دز در این محل به هم میپیوندند و رود کارون بزرگ را تشکیل می‌دهند.
جمعیت این روستا ۶۵۶ نفر بوده‌است. این روستا هم‌اکنون دارای خانه بهداشت، مدرسه ابتدایی، مخابرات و تصفیه‌خانه آب است. در فاصله ۵ کیلومتری روستای بندقیر در نزدیکی بزرگراه شوشتر-اهواز، خرابه‌های شهر قدیمی لشکر (عسکر مکرم) واقع شده‌است. شغل بیشتر مردم این روستا کشاورزی است.

## اثر تاریخی بند قیر
بند قیر بندی باستانی و از آثار دوره ساسانی است که بر روی رود گرگر یکی از آثار سیستم آبی تاریخی شوشتر (میراث جهانی یونسکو) ساخته شده است. این بند را به‌وسیله قیر (نفت خام) اندود و محکم کرده بودند. کاربری این بند کنترل پیوستن رودخانه‌های شطیط و گرگر بوده است. همچنین رود دز نیز در این منطقه به آن‌ها می‌پیوندد و کارون بزرگ را تشکیل می‌دهند. اثر تاریخی بند قیر در  کیلومتر ۴۰ بزرگراه شوشتر-اهواز واقع شده‌است.